# Cafè turc

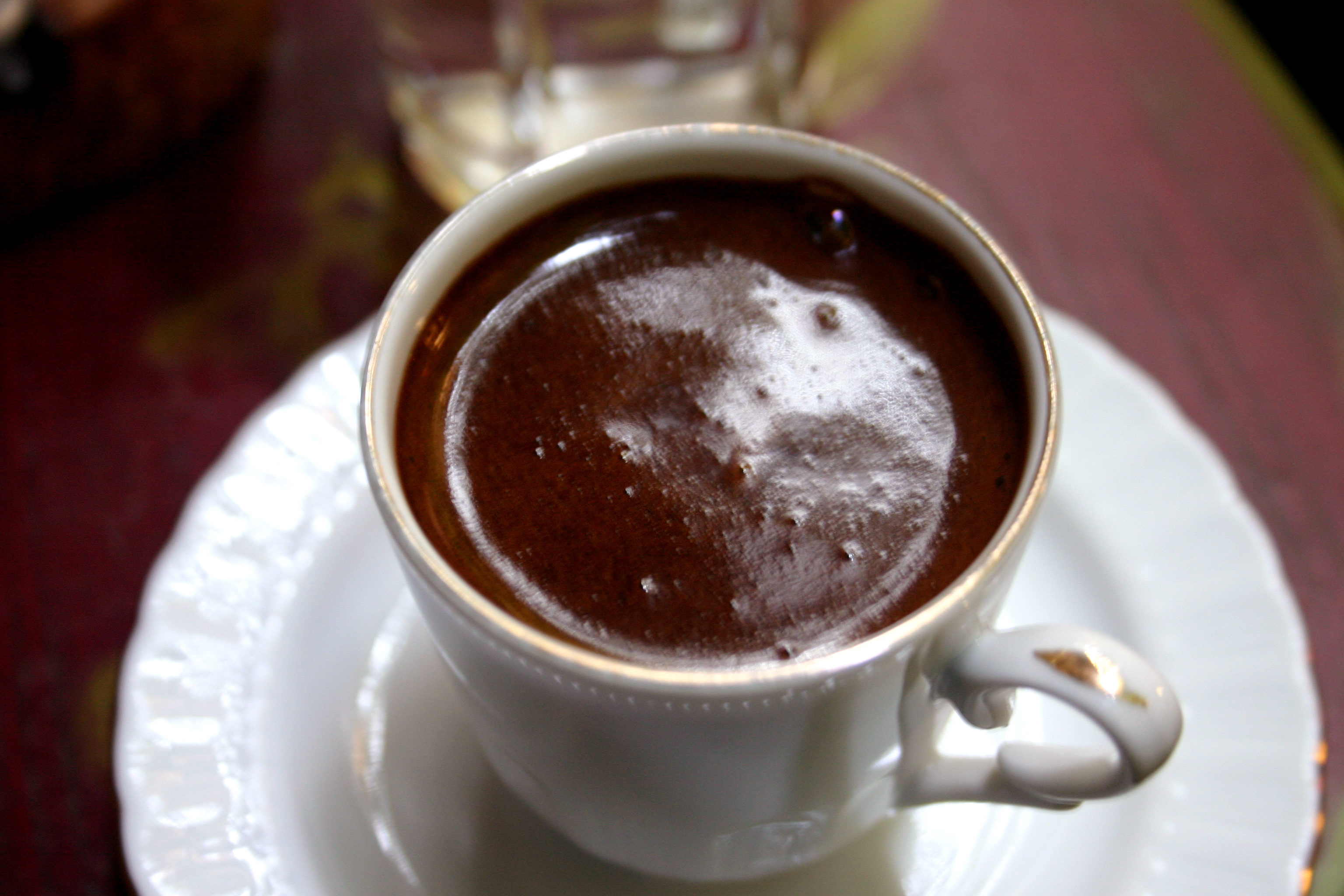
Cafè turc preparat

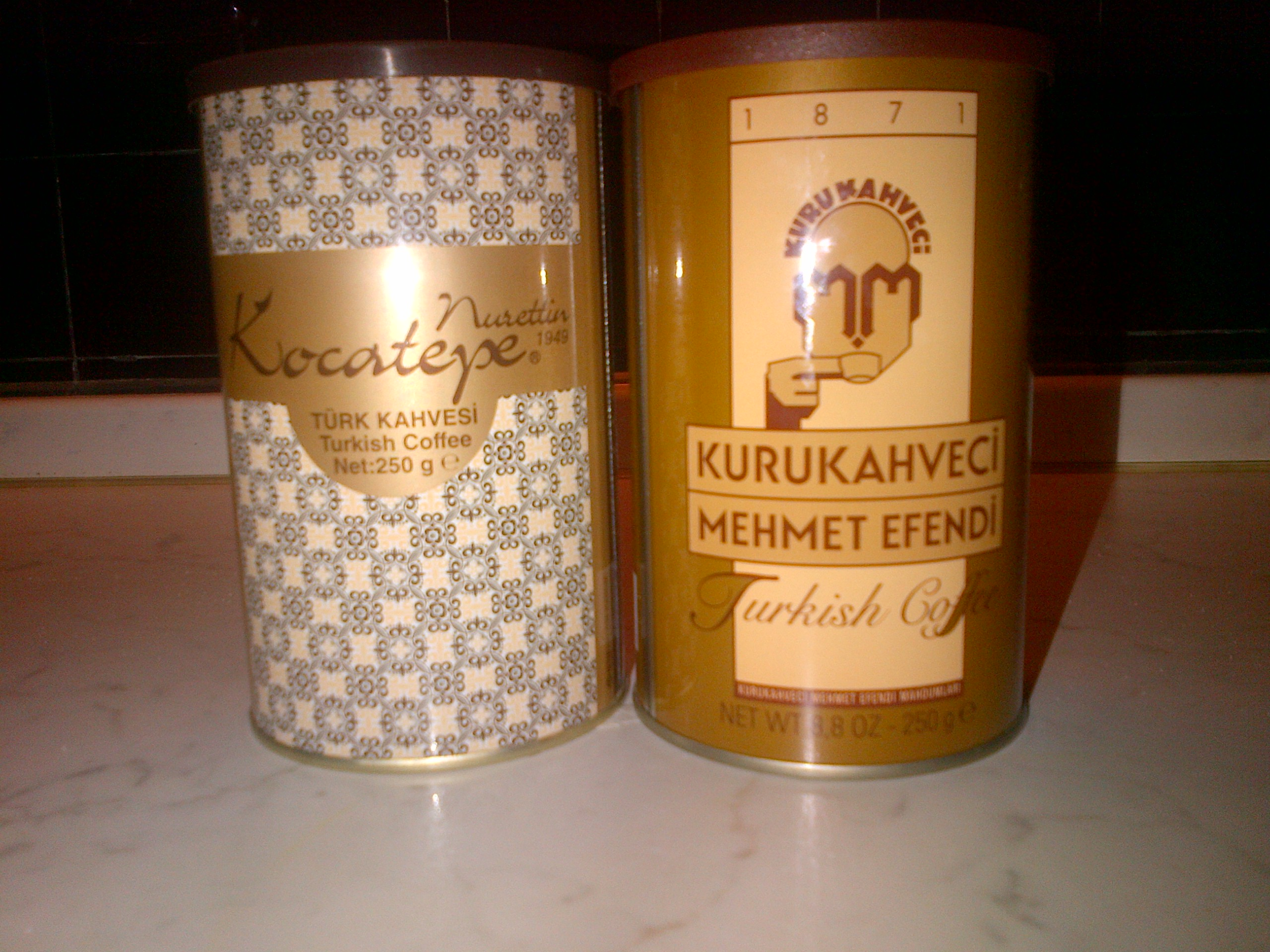
Dos productors tradicionals de cafè turc i cafeteries, un és Kurukahveci Mehmet Efendi, establert el 1871 a Istanbul i l'altre Kocatepe, establert a Ankara el 1949

El cafè turc (conegut, segons el país, també com a cafè, simplement, o cafè armeni, cafè grec, cafè xipriota, etc.) és una manera de preparar el cafè, consistent a afegir el cafè en pols (una o dues cullerades per persona) amb sucre directament en aigua molt calenta, remenar amb una cullera, escalfar-lo fins que bulli i servir-lo. Abans els grans de cafè s'havien de moldre a mà en un morter. El resultat, quan està ben fet, és una beguda en què no se senten les partícules de cafè, tot i que sol quedar-ne un pòsit al fons de la tassa, i en canvi hi ha una capa gruixuda i espessa d'escuma de color cafè a la superfície. Es pot acompanyar d'unes delícies turques.
És considerat com a Patrimoni Cultural Immaterial de la Humanitat per la Unesco.

## Grècia

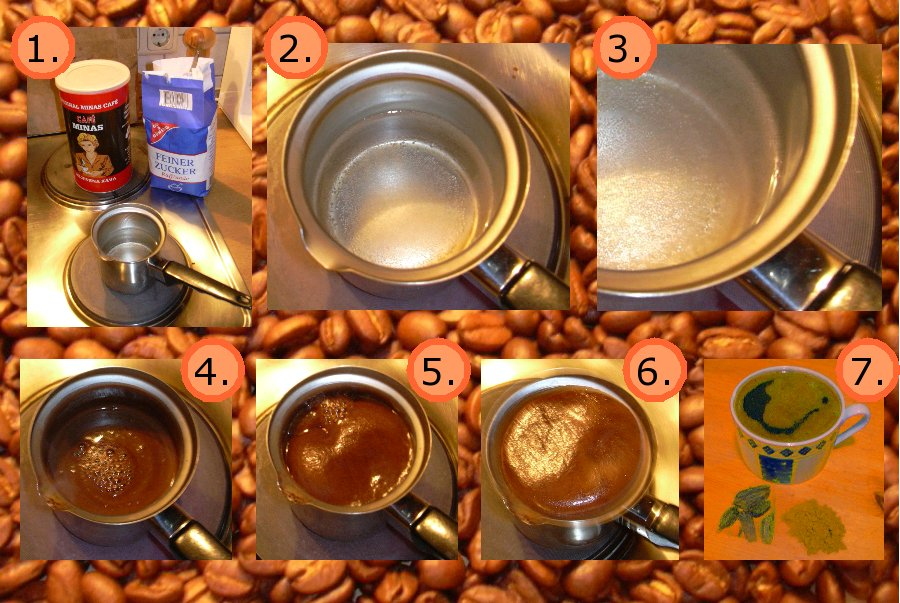
Preparació d'aquest cafè

A Grècia aquest cafè es coneix actualment com cafè grec (grec: ελληνικός καφές), tot i que abans de la invasió turca del nord de Xipre el juliol de 1974 se'n deia cafè turc (grec: τούρκικος καφές). Algunes dades de l'any 2002 indiquen que el consum de cafè grec baixà molt lleugerament i de manera progressiva a finals del segle xx i a principis del xxi, al voltant d'un 1% a l'any. L'any 2002, el 60% del cafè consumit a Grècia era cafè grec; i l'any 2006, el 53,1%. El cafè grec és preferit pels adults de més de 35 anys, especialment pels més grans, mentre que els joves prefereixen altres tipus de cafè, cosa que explica el descens progressiu de les vendes.
Hi ha gent que afirma llegir el futur als pòsits del cafè grec, interpretant les formes que fan les partícules sòlides que resten al fons de la tassa. En acabar el cafè, cal girar la tassa formant cercles de manera que les restes es posen al fons i a la paret de la tassa. Aleshores, es posa la tassa de l'inrevés, es fa una creu amb el dit damunt o es diu alguna oració i després d'uns minuts, quan les restes de cafè s'han assecat, se li pot donar la volta i practicar l'endevinació.

## Xipre
A Xipre del Sud s'anomena cafè xipriota (grec: κυπριακός καφές) des de la invasió turca del nord de Xipre. El pot especial per al cafè que es fa servir en el procés de preparació s'anomena briki.